# Burbn
Burbn était une application avec fonctionnalités semblables a ceux de Foursquare, le plus connu comme prédécesseur d'Instagram. Son nom était inspiré par appréciation de son créateur, Kevin Systrom (futur fondateur d'Instagram) du bourbon du Kentucky.

## Fonctionnalités
Burbn offrait la possibilité de faire un check-in à un endroit, organiser des rencontres (planifier un check-in), partager des photos et gagner des points pour les rencontres.

## Histoire d'application
En 2009, Kevin Systrom, un jeune lauréat travaillait encore pour Nextstop, une start-up ciblée sur le tourisme. Même s'il n'avait d’ailleurs aucune formation en informatique, il a cependant appris à coder pendant son contrat avec Nextstop durant ses soirées et week-ends. Ainsi, il a créé en HTML5 le prototype nommé Burbn – une application permettant aux utilisateurs de faire des recherches sur des lieux de sortie, de préparer ses virées entre amis et de poster les photos de ces rendez-vous.
En mars 2010, Systrom est allé à Hunch, un événement pour les start-up de la Silicon Valley. Là-bas il a réussi à convaincre les représentants de Baseline Ventures et Andreessen Horowitz d'investir pour le développement de Burbn avec 500 000 $. Grâce à ces fonds il a pu quitter son travail, embaucher d’autres personnes et se consacrer à l’amélioration de ce prototype. Rapidement, il a proposé le statut de cofondateur à un collègue d'université, Mike Krieger qui avait déjà de l’expérience en tant qu’ingénieur et UX Designer grâce au réseau social Meebo.
Les deux hommes ont décidé de se concentrer seulement sur la photographie, car c'était la fonction de Burbn la plus populaire. Le but était de développer un réseau combinant les filtres de Hipsomatic et la facilité de partage de Facebook. Ils voulaient créer une application simple et minimaliste très facile à utiliser. Ils ont donc supprimé de Burbn tous ses fonctionnalités, sauf la photo et les commentaires.
D'abord ils ont transformé Burbn en Scotch, mais il manquait les filtres à l'application et celle-ci a été vite abandonnée. Finalement, après environ huit semaines de travail Instagram est né – le nom venant de la combinaison de « instant » et « telegram ».